# Зорин (Киевская область)
Зо́рин (укр. Зорин) — село, входит в Иванковский район Киевской области Украины.
Население по переписи 2001 года составляло 296 человек. Занимает площадь 1 км².

## Местный совет
07220, Киевская обл., Иванковский р-н, с. Дитятки.